# 'Nduja

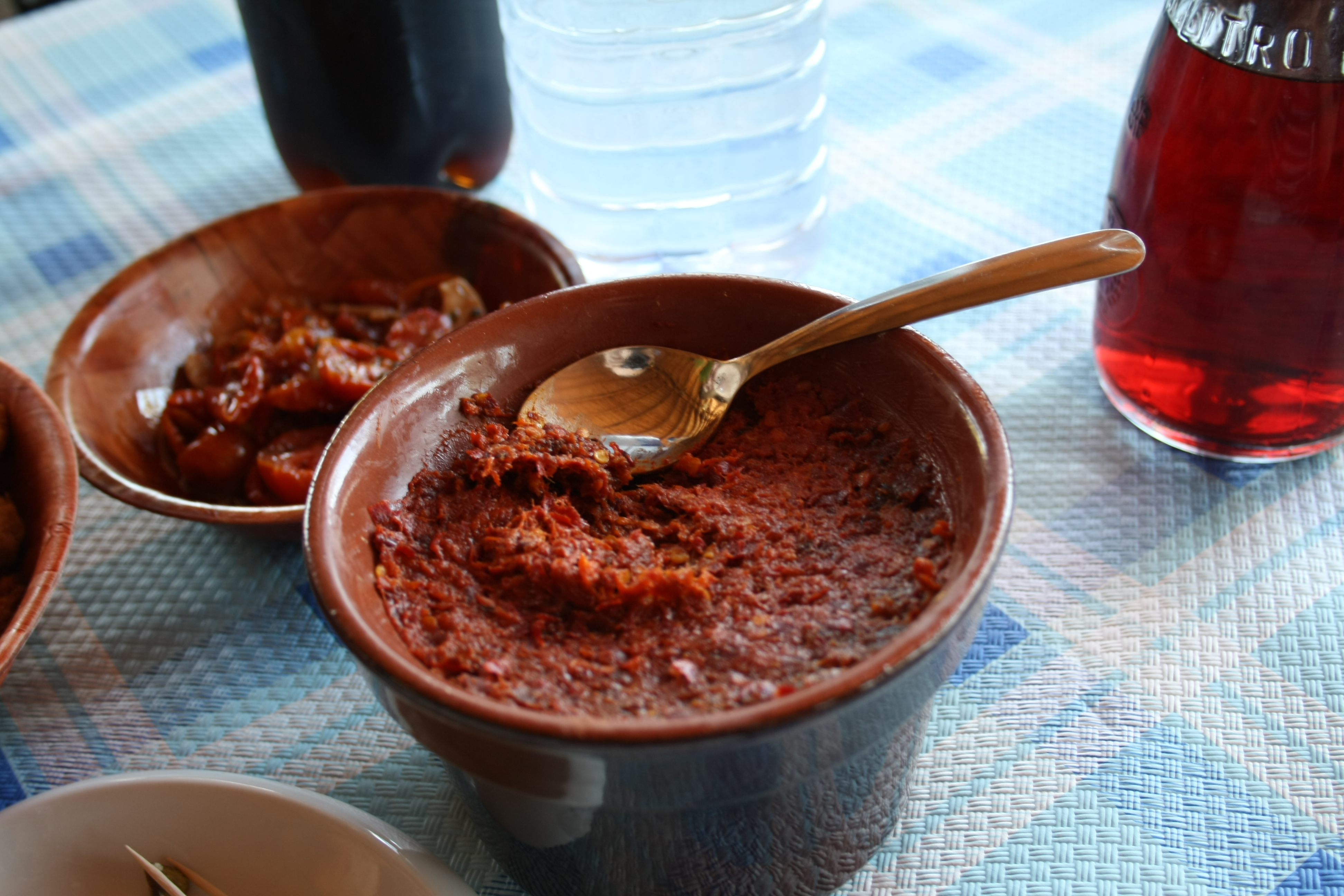
'Nduja đã sẵn sàng để thưởng thức

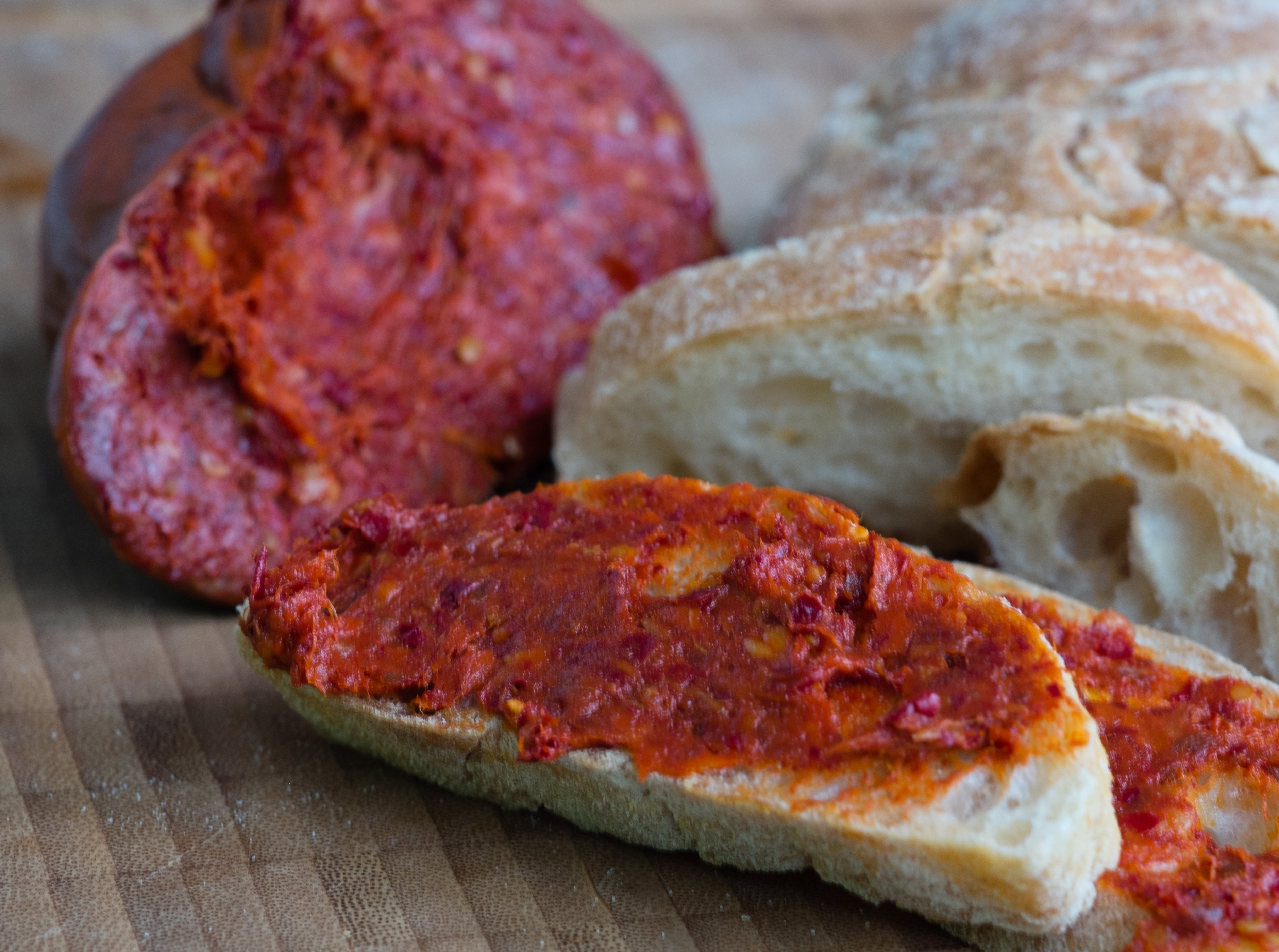
'Nduja ăn với bánh mì ở dạng sốt, với một miếng' xúc xích Nduja nguyên bản

'Nduja (phát âm tiếng Sicilia: [nˈduːja]) là một loại xúc xích heo có vị cay đặc biệt, có nguồn gốc từ vùng Calabria ở miền Nam nước Ý. Món ăn này tương tự như sobrassada có nguồn gốc từ Quần đảo Baleares ở Tây Ban Nha, và có một mối liên hệ nhỏ với andouille của Pháp. 'Nduja được giới thiệu đến Ý vào thế kỷ 13 bởi những người Angevins. Đó là một trong những món ăn có nguồn gốc từ Calabria, đóng góp vào bộ sưu tập salumi của Ý, và có nguồn gốc từ khu vực xung quanh thị trấn nhỏ Spilinga của Calabria.
'Nduja được làm bằng cách sử dụng thịt từ đầu, thịt vụn từ các miếng thịt khác nhau, một số mảnh da sạch, thịt lưng và ớt Calabria nướng, mang lại cho ' nduja hương vị bốc lửa đặc trưng. Tất cả được băm nhuyễn với nhau, sau đó nhồi vào trong vỏ xúc xích lớn và hun khói, tạo ra một cây xúc xích lớn mềm. 'Nduja chủ yếu được phục vụ với các lát bánh mì hoặc với pho mát chín. Hương vị độc đáo của nó làm cho nó phù hợp với nhiều món ăn. Ví dụ, món này có thể được thêm vào mì ống kèm nước sốt. Món ăn được bán trong lọ hoặc dưới dạng các lát dày cắt ra từ cây xúc xích Nduja mềm.
Sự nổi tiếng của 'Nduja bùng nổ vào khoảng năm 2015–2016 ở Hoa Kỳ và Vương quốc Anh, và món này được xuất hiện trong thực đơn tại các nhà hàng bao gồm Spotted Pig ở thành phố New York và Temple and Sons ở London.